# 物質波
德布罗意波，也称为物质波（英語：Matter waves）是量子力学理论的中心部分，同时也是波粒二象性的一个例子。该理论指出所有物质都表现出波动性。例如，电子束可以像光或水波一样发生衍射 。但是，在大多数情况下，由于像网球或人这样的常见物体的波长太小，物质波无法对日常活动产生实际影响。
物质波的概念最早由德布罗意于1924年提出的德布罗意假说中首次描述。
德布罗意波波长是与具有质量的粒子相关的波长 λ ，并与普朗克常数 h和它的动量 p有关：
{\displaystyle \lambda ={\frac {h}{p}}={\frac {h}{mv}}.}
物质波首先由乔治·汤姆孙的电子薄金属衍射实验证明。在戴维森-革末（Davisson-Germer）实验中也使用了电子。物质波也可以在其他基本粒子、原子、甚至分子中被观测到。

## 历史背景
在19世纪末，人們认为光由按照馬克士威方程式传播的电磁波组成，而物质由粒子组成（请参阅波和粒子对偶的历史）。然而在1900年，马克斯·普朗克在对黑体辐射进行研究时提出光由离散的能量子组成，造成物质的粒子性在1905年受到了彻底的挑战。隨後，爱因斯坦通过多种方式扩展了普朗克的研究，包括与光电效应的联系，並提出光以量子（光子）的形式传播和吸收。这些量子可依照普朗克-爱因斯坦关系式求出其能量值：
{\displaystyle E=h\nu }
和动量值
{\displaystyle p={\frac {E}{c}}={\frac {h}{\lambda }}}
其中ν和λ分别表示光的频率和波长，c表示光速，h表示普朗克常数。在现代惯例中，频率由f表示，如本文其余部分所述。爱因斯坦的假设被罗伯特·密立根和阿瑟·康普顿在接下来的二十年中通过实验证实。

## 德布罗意假设

德布罗意波在一维上的传播- 复振幅的实部为蓝色，虚部为绿色。 在给定点x上找到粒子的概率（显示为颜色d不透明度 ）像波一样散布开来；粒子没有明确的位置。 随着幅度增加到零以上， 斜率减小，因此幅度再次减小，反之亦然。 结果是一个交替的振幅：一个波。 上图： 平面波 。 下图： 波包 。

德布罗意（De Broglie）在其1924年的博士学位论文中提出，就像光具有波粒二象性一样，电子也具有波的性质。通过调整上一节所述的动量方程，我们可通过普朗克常数 h 找到电子的波长 λ和其动量 p之间的关系。
{\displaystyle \lambda ={\frac {h}{p}}.}
这种关系适用于所有类型的物质，即所有的物质都同时具有粒子和波的性质。
当我在1923-1924年构思波动力学的第一个基本概念时，我的目标是形成一个像1905年爱因斯坦提出的光量子理论一样但包含所有粒子的波粒二象性理论。——德布罗意
1926年，薛定谔发表了一个等式来描述物质波是如何演变的，类似于麦克斯韦方程，并用它来导出了氢的光谱。

## 实验证明

电子衍射中物质波的演示

乔治·汤姆孙的阴极射线衍射实验和戴维森-革末实验首先证明了物质波，而其他元素粒子的德布罗意假说随后也得到了证实。此外，在中性原子甚至分子中也观察到了物质波。

### 电子
1927年，克林顿·戴维孙和雷斯特·革末在贝尔实验室（Bell Labs）向晶体镍靶发射了缓慢移动的电子，并测量了衍射电子强度的角度依赖性，并确定其具有与布拉格预测的X射线相同的衍射图形。同时，阿伯丁大学的乔治·佩吉特·汤姆森（George Paget Thomson）向非常薄的金属箔上发射电子，发现了相同的效果。在德布罗意假说被认可之前，衍射是一种被认为仅由波表现出的性质。因此，物质的任何衍射效应的存在证明了物质的波动性质。当将德布罗意波长代入布拉格定律时，可以预测观察到的衍射图，从而通过实验证实了电子的德布罗意假设。 
这是量子力学发展的一个关键结果。就像光电效应证明了光的粒子性一样，戴维森-革末（Davisson-Germer）实验显示了物质的波的性质，并完善了波粒二象性理论。对于物理学家来说，这一理论很重要，因为它不仅意味着任何粒子都可以表现出波的特征，而且如果运用德布罗意波长，则可以通过波动方程来描述物质的现象。
用菲涅耳衍射 和原子反射镜对中性原子进行镜面反射 的实验证实了德布罗意假说在原子上的应用，即粒子可发生衍射，干涉和量子反射。激光冷却技术的进步已可将中性原子冷却至纳开尔文温度。在这些温度下，原子的德布罗意波长达到微米级别。使用原子的布拉格衍射和拉姆塞干涉测量技术，科学家明确测量了冷钠原子的德布罗意波长，并与其他方法吻合。 
该效应已被用于证明原子全息摄影，并且使制造具有纳米分辨率的原子探针成像系统成为可能。这些现象基于中性原子的波动性，从而证实了德布罗意的假设。
该效应也已用于解释量子芝诺效应，即通过快速重复的观察可以稳定原本不稳定的物体。 

### 中性原子
1930年伊曼努尔·埃斯特曼和奥托·施特恩通过实验证明氢原子和氦原子也可观测到物质波。

### 分子
最近的实验甚至证实了物质波与分子甚至高分子之间的关系。1999年， 維也納的一个研究小组展示了像富勒烯这样的大分子的衍射。研究人员计算出C 60的德布罗意波长最可能为2.5pm。最近的实验证明了由810个原子组成的质量为10123 amu的分子的量子性。截至2019年，这已推至25,000 amu的分子。 
比德布罗意的理论更进一步，该理论在量子力学中消除了点状经典粒子的概念，并仅通过物质波的波包来解释观察到的事实。

## 德布罗意关系
德布罗意方程将波长 λ与动量 p 和频率 f与自由粒子的总能量E关联起来：
{\displaystyle {\begin{aligned}&\lambda =h/p\\&f=E/h\end{aligned}}}
其中h是普朗克常数。方程也可以写成
{\displaystyle {\begin{aligned}&\mathbf {p} =\hbar \mathbf {k} \\&E=\hbar \omega \\\end{aligned}}}
或者
{\displaystyle {\begin{aligned}&\mathbf {p} =\hbar \mathbf {\beta } \\&E=\hbar \omega \\\end{aligned}}}
其中ħ = h/2π是约化普朗克常数，k是波矢量，β是相位常数，ω是角频率 。
在每对方程中，第二个方程也被称为普朗克-爱因斯坦关系式，因为它是由普朗克和爱因斯坦提出的。

### 狭义相对论
运用狭义相对论的相对论动量和相对论质量公式
{\displaystyle E=mc^{2}=\gamma m_{0}c^{2}}
{\displaystyle {\vec {p}}=m{\vec {v}}=\gamma m_{0}{\vec {v}}}
可以得到
{\displaystyle {\begin{aligned}&\lambda =\,\,{\frac {h}{\gamma m_{0}v}}\,=\,{\frac {h}{m_{0}v}}\,\,\,\,{\sqrt {1-{\frac {v^{2}}{c^{2}}}}}\\&f={\frac {c}{\lambda }}={\frac {\gamma \,m_{0}vc}{h}}={\frac {m_{0}c^{2}}{h}}{\bigg /}{\sqrt {{\frac {c^{2}}{v^{2}}}-1}}\end{aligned}}}
其中{\displaystyle m_{0}}为粒子的静止质量，{\displaystyle v}为速度，{\displaystyle \gamma } 为洛伦兹因子，{\displaystyle c}为真空光速。 

## 解释
德布罗意波背后的物理本质是一个不断争论的话题。 一些理论将粒子性或波动性的一方面视为其基本性质，试图将另一方面解释为一种涌现。 有些方法（例如隐变量理论）将波和粒子视为不同的实体。 还有一些理论提出既不是波浪也不是粒子的中间实体，其只是在我们测量一个或另一个特性时才出现。 哥本哈根诠释指出，潜在现实的本质是不可知的，超出了科学探究的范围。